# Goed Gevoel
Goed Gevoel is een Vlaams lifestyleblad dat zich voornamelijk richt op vrouwen.
Het blad wordt maandelijks uitgegeven door De Persgroep Publishing (vroeger: Magnet Magazines), een dochteronderneming van De Persgroep.
Hoofdredactrice is Veerle Maes.